# Brönnestads landskommun
Brönnestads landskommun var en tidigare kommun i dåvarande Kristianstads län.

## Administrativ historik
Kommunen bildades i Brönnestads socken i Västra Göinge härad i Skåne när 1862 års kommunalförordningar trädde i kraft.
Vid kommunreformen 1952 uppgick kommunen i Sösdala landskommun som 1974 uppgick i Hässleholms kommun.

## Politik

### Mandatfördelning i Brönnestads landskommun 1946
| 6 | 14 |

| 19 |